# 前34年
| 千纪： | 前1千纪 |
| 世纪： | 前2世纪 \| 前1世纪 \| 1世纪                                                                                |
| 年代： | 前60年代 \| 前50年代 \| 前40年代 \| 前30年代 \| 前20年代 \| 前10年代 \| 前0年代                            |
| 年份： | 前39年 \| 前38年 \| 前37年 \| 前36年 \| 前35年 \| 前34年 \| 前33年 \| 前32年 \| 前31年 \| 前30年 \| 前29年 |
| 纪年： | 西汉建昭五年                                                                                               |

## 大事记
匈奴呼韩邪单于得知郅支单于已被诛杀的消息，既高兴，又恐惧。于是，向汉元帝上书，请求入朝觐见。

## 逝世
- 萨卢斯特，古罗马著名历史学家。
- 杜緩
- 先賢撣